# Dactylolabis (Dactylolabis) postiana
Dactylolabis (Dactylolabis) postiana is een tweevleugelige uit de familie steltmuggen (Limoniidae). De soort komt voor in het Nearctisch gebied.